# 陳應彬
陳應彬（1864年—1944年），時人又稱彬司。出生於臺灣府淡水廳擺接堡外員山（今新北市中和區），台灣知名的大木匠師，承繼了漳派的大木作技術，為彬派之祖，在臺灣寺廟建築發展史上占有一席之地，與新莊吳海桐齊名。
祖籍漳州府南靖縣，其父陳井泉（1819年－？）亦是木匠。據傳曾參與過臺北府城的考棚、城門及巡撫衙門的工程。陳應彬是家中最小的兒子，上頭還有四名兄長。
光緒六年（1880年），陳應彬曾經追隨師父參與中和廣濟宮的修建，根據考證，中和廣濟宮可能是陳應彬初次參加建造的寺廟建築。
他早年曾到泉漳一帶遊覽古建築，回臺後遍受邀參與北港朝天宮的改建，而明治四十二年（1910年）朝天宮竣工後，其亦聲名大噪，全臺各地廟宇紛紛邀請他前來主持廟宇的新建、重修，而他所修築的廟宇主要以媽祖廟為多。他篤信木柵指南宮的純陽祖師，晚年常居於指南宮。

## 主要作品
- 中和廣濟宮 （1880年）
- 金山慈護宮（1901年）
- 北港朝天宮（1908年－1912年）
- 澳底仁和宮（1913年）
- 壽山巖觀音寺（1915年）
- 朴子配天宮（1915年）
- 豐原慈濟宮（1916年）
- 大龍峒保安宮（1917年）
- 關仔嶺大仙寺（1918年）
- 指南宮（1921年）
- 臺中林氏宗祠（1922年）
- 桃園景福宮（1923年，正殿）
- 旱溪樂成宮（1924年）
- 先嗇宮（1925年）
- 中和福和宮 （1925年）
- 劍潭古寺（1935年）
- 頂泰山巖（1935年）

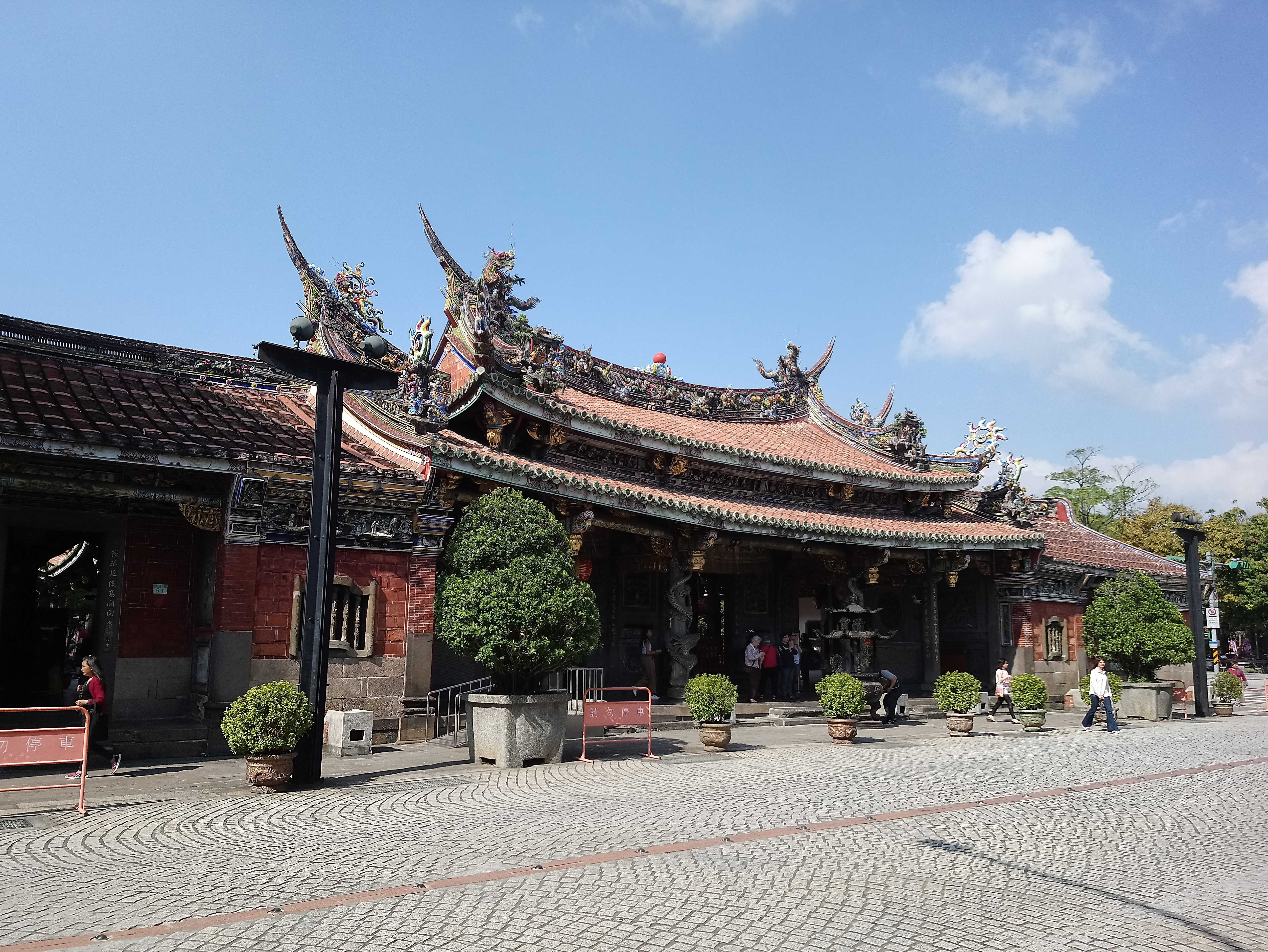
大龍峒保安宮三川殿

- 新莊地藏庵（1937年）：原廟宇於1991年改建為鋼筋混凝土結構，原木結構廟宇已不存在。

## 家庭
- 長子陳己同：陳文成之祖父
- 次子陳己元

## 徒弟
- 廖石成
- 黃龜理

## 相关條目
- 王益順
- 吳海桐
- 郭塔
- 葉金萬